# Florian Maier (Fußballspieler)
Florian Maier (* 7. Jänner 1992 in St. Marien) ist ein österreichischer Fußballspieler.

## Karriere
Maier begann seine Karriere bei der Union St. Marien. 2001 wechselte er zum LASK Linz. 2006 ging er in die AKA Linz. 2009 kehrte er zum LASK Linz zurück, für dessen Amateurmannschaft er eingesetzt wurde. Im Dezember 2010 stand er erstmals im Profikader, kam jedoch nie zum Einsatz. Mit dem LASK stieg er zu Saisonende aus der Bundesliga ab. Im Sommer 2011 wurde er an den SV Grödig verliehen. Für Grödig gab er im August 2011 sein Debüt in der zweiten Liga, als er im Spiel gegen den SCR Altach im Schlussdrittel eingewechselt wurde. Im Sommer 2012 wechselte er zum FC Blau-Weiß Linz. 2013 stieg er mit Blau-Weiß Linz in die Regionalliga Mitte ab. Nachdem der Wiederaufstieg in den folgenden zwei Jahren zunächst verpasst wurde, konnte Maier in der Saison 2015/16 mit Linz die Rückkehr in den Profifußball erreichen.
Zur Saison 2018/19 wechselte er zum Regionalligisten ATSV Stadl-Paura. Für Stadl-Paura kam er zu 24 Regionalligaeinsätzen. Zur Saison 2019/20 wechselte er zum Ligakonkurrenten WSC Hertha Wels. Für die Welser absolvierte er 54 Regionalligapartien.
Zur Saison 2022/23 schloss Maier sich dem fünftklassigen SV Bad Schallerbach an.